# Alderano I Cybo-Malaspina
Alderano I Cybo-Malaspina (Massa, 22 de julio de 1690-Ibidem, 18 de agosto de 1731), hijo de Carlos II Cybo-Malaspina y hermano de Alberico III Cybo-Malaspina , fue el cuarto duque de Massa y príncipe de Carrara (1715-1731) y, habiendo muerto sin herederos varones, fue el último gobernante masculino de Cybo-Malaspina ; su hija y heredera María Teresa fue la última soberana de Massa y Carrara de su dinastía.

## Biografía
También tenía los títulos de príncipe del Sacro Imperio Romano Germánico, sexto duque de Ferentillo (hasta 1730, cuando vendió el feudo a don Nicolò Bendetti), quinto duque de Ajello, conde palatino de Letrán, barón de Paduli, señor soberano de Moneta y Avenza , señor de Lago, Laghitello, Serra y Terrati, barón romano, patricio romano y patricio genovés, patricio de Pisa y Florencia, patricio napolitano, noble de Viterbo.
Con un acuerdo firmado en Montefiascone el 2 de diciembre de 1715 y ratificado en Roma al año siguiente, dejó los feudos y propiedades alodiales ubicadas en el Reino de Nápoles y en el Estado Pontificio a su hermano Camilo .
Contrajo matrimonio en Milán el 29 de abril de 1715 con Ricciarda Gonzaga ( Novellara , 22 de febrero de 1698 - Massa, 24 de noviembre de 1768 ), hija de Camillo III Gonzaga , octavo conde Novellara y Bagnolo , y de la princesa Matilde d'Este de los príncipes. de San Martino en Río, princesa de Modena y Reggio .
Sin hermanos ni primos varones capaces de sucederle, legítimo o no, marido de una mujer quizás estéril, pasó los primeros diez años de su vida matrimonial y como soberano oprimido por el espectro de la extinción de la dinastía y la desmembramiento del estado. Finalmente en 1725 le nació su primera hija , seguida en rápida sucesión por otras dos: el duque Alderano, décimo de once hijos, y cuyo padre había podido presumir de otros doce hermanos y hermanas, parecía tan prolífico como sus antepasados, pero la muerte llegó repentinamente cuando en 1731 cuando todavía estaba en plena vigencia, el último gobernante masculino de la Cybo-Malaspina.

## Descendencia
Alderano y Ricciarda tuvieron tres hijas:
- María Teresa Cybo-Malaspina ( Novellara , 29 de junio de 1725 - Reggio Emilia , 25 de diciembre de 1790 , enterrada en el templo de Beata Vergine della Ghiara en Reggio ) sucedió a su padre en el gobierno del estado, contrajo matrimonio con Hércules III de Este.
- María Ana Matilde (Massa, 10 de abril de 1726 - Roma, 1797 ), se casó con Don Horacio Albani, el príncipe de Soriano nel Cimino , Patricio di Urbino y Patricio Genovés en 1748 ;
- María Camila (Massa, 29 de abril de 1728 - 1760 ) se casó con Don Restaino Gioacchino di Tocco Cantelmo Stuart en 1755 , quinto Príncipe de Montemiletto, quinto Príncipe de Pettorano, Titular Príncipe de Acaia, décimo duque de Popoli, cuarto Duque de Sicignano y Duke de Apice, Patricio Napolitano, Patricio Veneto y Grande di España de Primera Clase .

## Categorías
- Datos: Q3609082
- Multimedia: Alderano Cybo-Malaspina, Duke of Massa / Q3609082

| Predecesor: Alberico III Cybo-Malaspina | Duque de Massa y Carrara 1715-1731 | Sucesor: María Teresa Cybo-Malaspina |